# Amor gitano (Argentina)

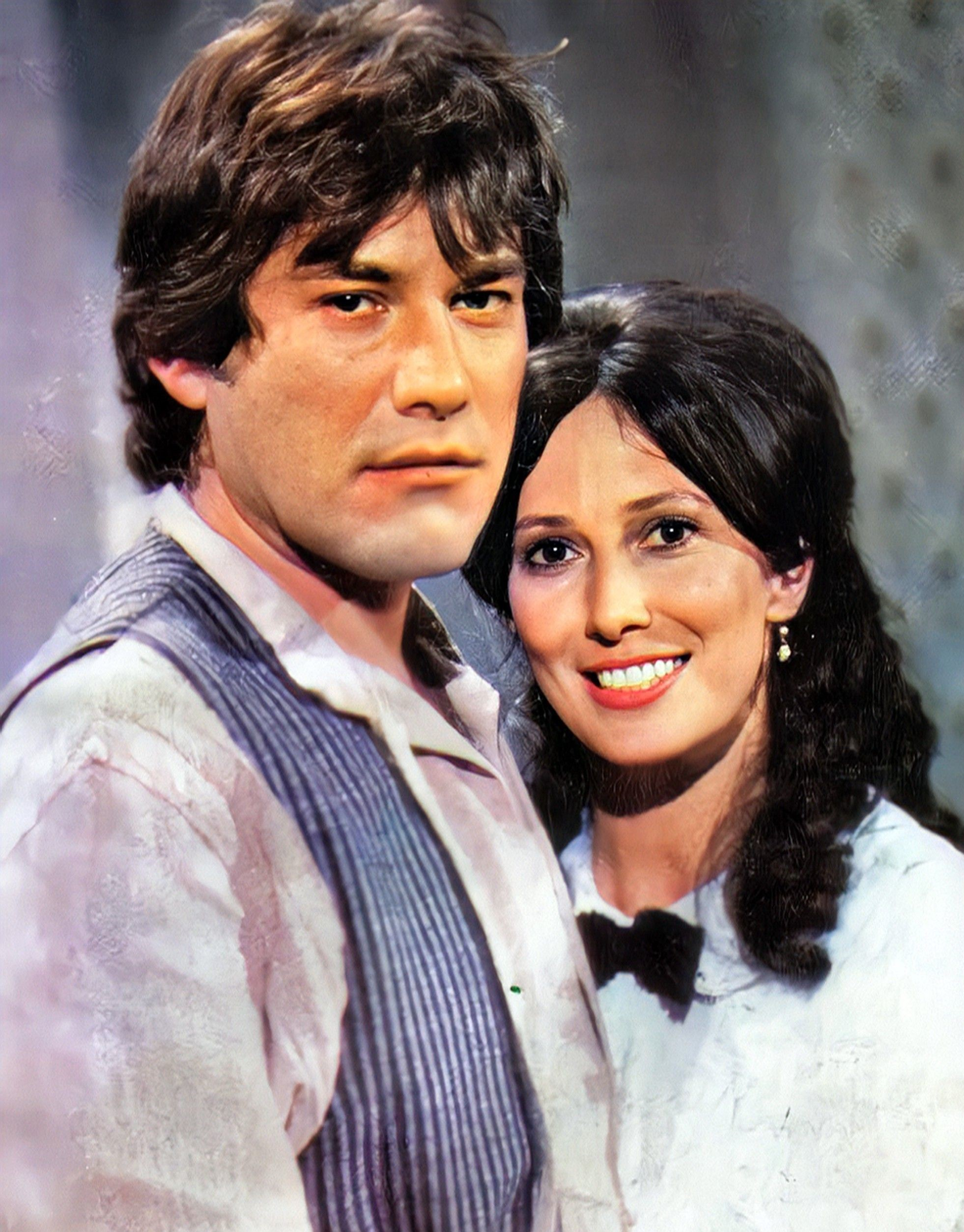
Arnaldo André y Luisa Kuliok (1983)

Amor gitano fue una telenovela argentina emitida por Canal 11 en el año 1982. Protagonizada por Arnaldo André y Luisa Kuliok. Coprotagonizada por Cristina Tejedor y Chela Ruiz. Antagonizada por Miguel Ángel Suárez. También, contó con las actuaciones especiales de Angélica López Gamio, Alba Castellanos y Berta Castelar. Y las participaciones de Alberto Argibay, Daniel Miglioranza y Horacio Nicolai.

## Argumento
El gitano Renzo se enamora perdidamente de Dolores, una muchacha que tiene una situación familiar infeliz y difícil. Tras la muerte de su madre, Dolores queda sola en compañía de su nodriza y su hermano Humberto, un hombre de carácter débil. La pasión de Renzo es correspondida por Dolores pero el futuro de los enamorados es obstaculizado por un malvado ser llamado Rodolfo Farnesio, un hombre muy rico y poderoso, acostumbrado a obtener todo cuanto se le antoja. Farnesio pierde literalmente la cabeza por la bellísima Dolores y empieza a cortejarla para convertirla en su esposa.
Pero el corazón de la muchacha solo contiene un sentimiento de amor indisoluble para con Renzo. Farnesio no es el tipo de hombre que se da por vencido y se resigna y continúa su asedio para llevar a Dolores al altar. Se sirve de su propia hermana Georgina para que intente convencer a la bella muchacha y crea una situación que coloca a Dolores entre la espada y la pared, la difícil situación de su familia y una serie de dramáticas situaciones llevan a Dolores a un punto que se ve obligada a desposarse con el malvado Farnesio. Un destino cruel se ensaña con Renzo y Dolores.

## Elenco
- Arnaldo André ... Renzo
- Luisa Kuliok ... Dolores
- Cristina Tejedor ... Isa
- Chela Ruiz ... Vanina
- Angélica López Gamio ... Georgina
- Maurice Jouvet ... Álvaro
- Miguel Ángel Suárez ... Rodolfo Farnesio
- Jean Carlo Simancas ... Augusto
- Patricia Palmer ... Stella Maris
- Luis Aranda ... Jonás
- Alberto Argibay ... Carmelo
- Alba Castellanos ... Pilar
- Berta Castelar ... Zulima
- Alejandro Escudero ...  Hijo de Berta Castelar
- Daniel Miglioranza ... Humberto
- Horacio Nicolai ... Dino
- Nora Massi ... Aurora
- Andrés Medl ... Gonzalo
- Juan Augusto Fortes ... Tiburcio

## Ficha técnica
- Autor: Delia González Márquez
- Producción ejecutiva: Rodolfo Vivas
- Dirección: Emilio Ariño
- Canal: Telefe
- Horario: a las 15
- Capítulos: 72 x 60 min

## Información adicional
- Esta historia marcaba el regreso a la televisión argentina de Arnaldo André tras largo tiempo en el exterior. Luisa Kuliok era su pareja y la gran oportunidad de la joven actriz, pues encabezaba un elenco por primera vez. También significaba el retorno de Emilio Ariño, tras 12 años, a su labor de director de cámaras y director artístico.

- Los foros se encontraban en los entonces Estudios Baires de Don Torcuato donde se grabaron de lunes a miércoles los 72 capítulos de la historia.

- La escenografía tenía características especiales. Armada como las que se utilizan en cinematografía, pertenecía a Diego Velázquez y Jorge Romanó y se construyó especialmente un pueblo gitano que fue incendiado por el despótico amo de las comarcas para vengarse de Renzo. Los alrededores de Buenos Aires y Tigre fueron algunos de los escenarios elegidos por el director para realizar los numerosos exteriores que los libros reclamaban y en los que frecuentemente participaban más de 30 extras. Los actores Miguel Ángel Suárez (puertorriqueño) y Jean Carlo Simancas (venezolano) integraron el “cast” de la tira por invitación especial ya que la producción sería vendida a Venezuela, Puerto Rico, República Dominicana y canales latinos de Estados Unidos.

- El Canal 11 - Telefé repitió esta historia en 1985 a las 18 horas.

## Adaptación
- En 1999 la empresa mexicana Televisa realizó un remake, Amor gitano, protagonizada por los jóvenes actores mexicanos Mauricio Islas y Mariana Seoane, pero no alcanzó el éxito esperado.

- Datos: Q5673061